# Кугама (язык)
Кугама (также кугамма, вегам, ямале, ямало; англ. kugama, kugamma, wegam, yamale, yamalo) — адамава-убангийский язык, распространённый в восточных районах Нигерии, язык народа кугама. Входит в состав ветви леко-нимбари подсемьи адамава. Возможно, образует вместе с идиомом генгле один язык кугама-генгле (генгле-кугама).
Численность носителей — около 5000 человек (1995). Язык бесписьменный.

## Классификация
Согласно классификациям, представленным в справочнике языков мира Ethnologue и в «Большой российской энциклопедии», язык кугама вместе с языками бали, кпасам, йенданг и йотти входит в состав подгруппы янданг группы мумуйе-янданг ветви леко-нимбари подсемьи адамава адамава-убангийской семьи.
В классификации Р. Бленча, опубликованной в издании The Adamawa Languages, язык кугама вместе с языками йенданг, йотти, вака, бали, кпасам, теме и кумба образуют группу янданг (в терминологии Р. Бленча — йенданг), которая включена в состав языковой ветви мумуйе-йенданг подсемьи адамава адамава-убангийской семьи. В классификации, которую Р. Бленч предложил в издании An Atlas of Nigerian Languages, лингвоним «кугама» представлен как один из двух вариантов названия языка кугама-генгле (и как название одного из двух диалектов этого языка). В данной классификации кугама-генгле вместе с языком кумба образуют в составе группы йенданг отдельную подгруппу.
В классификации А. В. Ляхович и А. Ю. Желтова, опубликованной в базе данных по языкам мира Glottolog, лингвоним «кугама» также рассматривается как один из вариантов названия общего для идиомов кугама и генгле языка, именуемого «генгле-кугама». Он не включается ни в подгруппу мумуйе, ни в подгруппу янданг. Как самостоятельная ветвь язык генгле-кугама вместе с указанными подгруппами и с языком кумба образуют группу мумуйе-янданг, которая последовательно включается в следующие языковые объединения: центрально-адамавские языки, камерунско-убангийские языки и северные вольта-конголезские языки. Последние вместе с языками бенуэ-конго, кру, ква вольта-конго и другими образуют объединение вольта-конголезских языков.

## Лингвогеография

### Ареал и численность
Область распространения языка кугама расположена на востоке Нигерии в западной части территории штата Адамава — в районе Фуфоре.
Практически со всех сторон, кроме небольшого участка на западной границе, область распространения языка кугама окружена ареалом диалекта адамава северноатлантического языка фула. Частично с запада ареал языка кугама также граничит с ареалом близкородственного адамава-убангийского языка генгле.
Согласно сведениям, представленным в справочнике языков мира Ethnologue, численность носителей языка кугама к 1995 году составляла порядка 5000 человек. По современным оценкам сайта Joshua Project численность говорящих на языке кугама составляет 5600 человек (2017).

### Социолингвистические сведения
По степени сохранности язык кугама, согласно данным сайта Ethnologue, относится к так называемым стабильным, или устойчивым, языкам, поскольку этот язык используется в устном общении представителями этнической общности кугама всех поколений, включая младшее. Помимо родного языка носители кугама в тех или иных районах своего расселения также владеют родственными адамава-убангийскими языками генгле, кумба и йенданг, джукуноидным языком джиба и западночадским языком хауса. Стандартной формы у языка кугама нет. Представители народа кугама в основном придерживаются традиционных верований (8о %), часть из них исповедует также ислам (10 %) и христианство (10 %).